# Сульфат меди(I)
Сульфа́т ме́ди(I), — неорганическое соединение, соль одновалентной меди и серной кислоты с формулой Cu2SO4. Бесцветные кристаллы без запаха, нелетучие.

## Получение
Сульфат меди(I) можно получить при 200 °C при реакции взаимодействия металлической меди и безводной серной кислоты:
{\displaystyle {\mathsf {2Cu+2H_{2}SO_{4}\rightarrow Cu_{2}SO_{4}+SO_{2}\uparrow +2H_{2}O}}}
Также можно получить в 4 стадии из оксида меди (II):
{\displaystyle {\mathsf {CuO+2HCl\rightarrow CuCl_{2}+H_{2}O}}}
{\displaystyle {\mathsf {2CuCl_{2}+4NaI\rightarrow 2CuI\downarrow +I_{2}\downarrow +4NaCl}}}
{\displaystyle {\mathsf {2CuI+2NaOH\rightarrow Cu_{2}O\downarrow +2NaI+H_{2}O}}}
{\displaystyle {\mathsf {Cu_{2}O+(CH_{3})_{2}SO_{4}\rightarrow Cu_{2}SO_{4}+(CH_{3})_{2}O}}}

## Физические свойства
Эта соль устойчива только в сухом воздухе, а во влажном воздухе она разлагается на сульфат меди(II) и металлическую медь, также происходит разложение сульфата меди(I), при попытке растворить её в воде.